# Vanessa Gravina
Vanessa Gravina (Milano, 4 gennaio 1974) è un'attrice e regista teatrale italiana.

## Biografia
Debutta nel mondo dello spettacolo quando a solo sei mesi è la protagonista di una pubblicità di passeggini per Carosello. Inizia da giovane l'attività di artista, posando per campagne pubblicitarie a opera di fotografi quali Fabrizio Ferri, Richard Avedon, Gilles Tapie, Angelo Frontoni e Oliviero Toscani. Nel 1981, a 7 anni, debutta nella trasmissione radiofonica Torno subito di Diego Cugia. Quattro anni dopo, nel 1985, esordisce sul grande schermo con il film Colpo di fulmine, regia di Marco Risi, ottenendo una nomination al Nastro d'argento come migliore attrice esordiente. Seguono, tra gli altri: Maramao (1987), opera prima di Giovanni Veronesi; 32 dicembre (1988), diretto da Luciano De Crescenzo; e Due fratelli (1987), miniserie televisiva per la regia di Alberto Lattuada.
Diventa nota al pubblico televisivo nel 1988, quando partecipa alla miniserie Don Tonino, nella quale è presente solo nella prima stagione interpretando il ruolo di Sara. Sempre in televisione partecipa a La piovra 4 (1989) e La piovra 5 - Il cuore del problema (1990), entrambe dirette da Luigi Perelli. Nel 1991 viene scelta da Giorgio Strehler per interpretare il ruolo di Hilde ne La donna del mare di Henrik Ibsen, al Piccolo Teatro di Milano, cui fanno seguito la commedia satirica In caso di matrimonio rompere il vetro di Fabio L. Lionello e Nella città l'inferno, tratta dall'omonima sceneggiatura di Suso Cecchi D'Amico, regia di Dacia Maraini.
Nel 1993 interpreta il film Abbronzatissimi 2 - Un anno dopo. Nel 1994 è protagonista del noir La ragazza di Cortina e del film Dietro la pianura, diretto da Paolo Girelli e Gerardo Fontana. Nel 1998 affianca Enzo Iacchetti nel film televisivo Come quando fuori piove. In questo film interpreta il ruolo di Anita, una giovane mamma single, che finirà per incontrare Alfredo, un giocatore d’azzardo, con cui intreccerà una storia d’amore. L'anno seguente recita nel film Milonga, per la regia di Emidio Greco.

Una debuttante Vanessa Gravina in Colpo di fulmine (1985)

Si trasferisce per qualche anno in Francia e, nel 2000, è protagonista del film Les gens en maillot de bain di Éric Assous. Successivamente torna in Italia per girare la soap opera Ricominciare, trasmessa su Rai 1 al pomeriggio nella stagione 2000-2001, e la fiction Gioco a incastro, per la regia di Enzo G. Castellari. Nel 2001 è protagonista della quarta stagione del serial Incantesimo, diretta da Alessandro Cane e Leandro Castellani, dove interpreta la dottoressa Paola Duprè, ruolo che le ha portato non solo un grande successo di pubblico, ma anche due premi: la Grolla d'oro come miglior attrice televisiva e il premio televisivo al Festival internazionale del cinema di Salerno. Questo la porterà, insieme ad Alessio Boni, a essere l’unica attrice di Incantesimo a ricevere due premi per il proprio ruolo all’interno della soap.
Dopo l'uscita da Incantesimo entra nel cast di CentoVetrine, in onda su Canale 5, dove interpreta il ruolo dell'avvocato Claudia Corelli. Nel 2005 interpreta il ruolo del magistrato Simona Federici nella terza stagione della miniserie Sospetti, diretta da Perelli e trasmessa su Rai 1. Successivamente è Margherita Scanò nella serie Gente di mare e nella miniserie Pompei, ieri, oggi, domani, girata in lingua inglese e diretta da Paolo Poeti.
Dopo ulteriori esperienze cinematografiche e televisive in Francia, rientra in Italia per partecipare ad altri due film per il cinema: L'uomo privato (2007), regia di Emidio Greco, e Principessa part time (2008), regia di Giorgio Arcelli. Fa inoltre parte del cast della seconda stagione di Butta la luna, regia di Vittorio Sindoni, nella quale interpreta il ruolo della perfida Alessandra Morabito. Tra dicembre 2009 e gennaio 2010 è Lea Graner nella quarta stagione della fiction Un caso di coscienza su Rai 1, sempre diretta da Perelli.
Nel 2014 ritorna sulla prima rete Rai nei panni del magistrato Lucia Cimeca nella fiction Madre, aiutami di Gianni Lepre, al fianco, fra gli altri, di Virna Lisi. Nel 2017 fa parte del cast della serie di Canale 5 Il bello delle donne... alcuni anni dopo e Furore 2.
Tra gli anni 2000 e 2010 ha partecipato a La signorina Giulia di August Strindberg, sotto la regia di Armando Pugliese; Vestire gli ignudi di Luigi Pirandello, per la regia di Walter Manfrè e La bisbetica domata di William Shakespeare, regia ancora di Pugliese. Dal 2013 è la protagonista di A piedi nudi nel parco di Neil Simon. Nel 2015 interpreta il ruolo di Anais Nin in Diario di sé di Luca Cedrola presentato in anteprima nazionale al Napoli teatro festival Italia con la regia di Bruno Garofalo. Nella stagione 2015-2016 è interprete di Nina di André Roussin, per la regia di Pino Strabioli e Patrick Rossi Gastaldi e conseguentemente nella successiva stagione 2016-2017 è interprete de Le Serve di Jean Genet, accanto ad Anna Bonaiuto e Manuela Mandracchia.
Dall'autunno 2018 torna in televisione come interprete del personaggio della contessa Adelaide di Sant'Erasmo, tra i protagonisti della daily fiction Il paradiso delle signore di Rai 1. Nello stesso anno torna a teatro come protagonista dello spettacolo Il piacere dell'onestà di Luigi Pirandello, per la regia di Liliana Cavani.
Sempre a teatro, nella stagione 2019-2020 con una ripresa nel maggio del 2023, interpreta Elmira nel Tartufo di Molière, regia di Roberto Valerio, con Giuseppe Cederna. Sempre per la regia di Valerio, nel 2022 è protagonista di Zio Vanja di Anton Checov. Dal 2023 partecipa alla prima messa in scena italiana del classico di Agatha Christie, Testimone d'accusa, regia di Geppy Gleijeses, nel quale impersona Romaine Heilger, moglie dell'accusato Leonard Vole, interpretato da Giulio Maria Corso.
Nel 2024, è protagonista del mediometraggio Come ogni mattina, per la regia di Claudio Rossi Massimi.

## Vita privata
È stata per dieci anni la compagna dell'attore Edoardo Siravo.
Il 16 dicembre 2015, dopo cinque anni di relazione, ha sposato Domenico Pimpinella, manager e direttore generale dell'ENPAM. Nella primavera del 2021 annuncia la separazione dal marito.
Si professa buddista.

## Filmografia

Vanessa Gravina ne La ragazza di Cortina (1994)

### Cinema
- Colpo di fulmine, regia di Marco Risi (1985)
- Maramao, regia di Giovanni Veronesi (1987)
- 32 dicembre, regia di Luciano De Crescenzo (1988)
- Abbronzatissimi 2 - Un anno dopo, regia di Bruno Gaburro (1993)
- Dietro la pianura, regia di Gerardo Fontana e Paolo Girelli (1994)
- La ragazza di Cortina, regia di Maurizio Vanni (1994)
- Italiani, regia di Maurizio Ponzi (1996)
- Milonga, regia di Emidio Greco (1999)
- Les gens en maillot de bain, regia di Eric Assous (2001)
- Rien que du bonheur, regia di Denis Parent (2003)
- L'inferno secondo noi, regia di Giovanni Giacobelli – cortometraggio (2005)
- L'uomo privato, regia di Emidio Greco (2007)
- Principessa part time, regia di Giorgio Arcelli (2008)
- Il patto, regia di Giuseppe Recchia (2020)
- Come ogni mattina, regia di Claudio Rossi Massimi - mediometraggio (2024)

### Televisione
- La voglia di vincere, regia di Vittorio Sindoni – miniserie TV (1987)
- Don Tonino – serie TV, 6 episodi (1988)
- Due fratelli, regia di Alberto Lattuada – miniserie TV (1988)
- La piovra 4, regia di Luigi Perelli – miniserie TV (1989)
- Laura and Luis, regia di Frank Strecker – miniserie TV (1989)
- La piovra 5 - Il cuore del problema, regia di Luigi Perelli – miniserie TV (1990)
- Manuela – serial TV (1991)
- Micaela – serial TV (1992)
- Camilla, parlami d'amore – serie TV (1992)
- Come quando fuori piove, regia di Bruno Gaburro – film TV (1998)
- Ricominciare – serial TV (2000-2001)
- Gioco a incastro, regia di Enzo G. Castellari – film TV (2000)
- Incantesimo – soap opera, 29 episodi (2001-2002)
- CentoVetrine – serial TV (2003-2004)
- Sospetti 3 – serie TV (2005)
- Gente di mare – serie TV, 28 episodi (2005-2007)
- Commissaire Valence – serie TV (2006)
- Pompei, ieri, oggi, domani, regia di Paolo Poeti – miniserie TV (2007)
- Compagni di strada (Les camarades), regia di François Luciani – miniserie TV (2007)
- Butta la luna 2 – serie TV (2009)
- Un caso di coscienza – serie TV, 6 episodi (2009)
- Madre, aiutami, regia di Gianni Lepre – miniserie TV (2014)
- Il bello delle donne... alcuni anni dopo – serie TV, 2 episodi (2017)
- Furore – serie TV, 8 episodi (2018)
- Il paradiso delle signore – serial TV (2018-in corso)

## Teatro

### Attrice
- La donna del mare, di Henrik Ibsen, regia di Giorgio Strehler (1991)
- In caso di matrimonio rompere il vetro, di Robert Thomas, regia di Fabio L. Lionello (1996)
- Nella città l'inferno, regia di Dacia Maraini e Francesco Tavassi (1997)
- Pilato sempre, di Giorgio Albertazzi, regia di Armando Pugliese (2002)
- Le troiane, di Euripide, regia di Livio Galassi (2003)
- Elettra, di Sofocle, regia di Walter Manfrè (2004)
- La vita che ti diedi, di Luigi Pirandello, regia di Luigi Squarzina (2004)
- Orestiade, di Eschilo, regia di Livio Galassi (2004)
- Rudens, di Plauto, regia di Walter Manfrè (2005)
- Agata, di Rocco Familiari, regia di Walter Manfrè (2005)
- La signorina Giulia, di August Strindberg, regia di Armando Pugliese (2007-2009)
- Vestire gli ignudi, di Luigi Pirandello, regia di Walter Manfrè (2008-2010)
- Capitan Ulisse, di Alberto Savinio, regia di Giuseppe Emiliani (2009)
- Fra... intendimenti d'amore, di Edoardo Siravo (2009-2015)
- La bisbetica domata, di William Shakespeare, regia di Armando Pugliese (2010-2012)
- Antigone, di Sofocle, regia di Federico Vigorito (2011)
- Farse plautine, regia di Luca Cairati (2013)
- A piedi nudi nel parco, di Neil Simon, regia di Stefano Artissunch (2013-2015)
- Carmen, Medea, Cassandra, regia di Luciano Cannito (2014)
- Diario di sé - Nel labirinto di Anais Nin, di Luca Cedrola, regia di Bruno Garofalo (2015)
- Lisistrata, di Aristofane, regia di Cristiano Roccamo (2015)
- Nina, di André Roussin, regia di Pino Strabioli e Patrick Rossi Gastaldi (2015)
- Le serve, di Jean Genet, regia di Giovanni Anfuso (2016-2017)
- Honigmond, di Gabriel Barylli, regia di Stefano Artissunch (2017-2018)
- Il piacere dell'onestà, di Luigi Pirandello, regia di Liliana Cavani (2018-2020)
- Tartufo, di Molière, regia di Roberto Valerio (2019-2020-2023)
- Zio Vanja, di A. Checov, regia di Roberto Valerio (2022)
- Testimone d'accusa, di Agatha Christie, regia di Geppy Gleijeses (2022-2024)

### Regista
- Il combattimento di Tancredi e Clorinda, madrigale di Claudio Monteverdi (2019)[13]

## Riconoscimenti
- Nastro d'argento
  - 1986 – Candidatura alla migliore attrice esordiente per Colpo di fulmine
- Grolla d'Oro
  - 2001 - Miglior Attrice [14]
- Festival del Cinema di Roma
  - 2007 - Menzione speciale come Miglior Attrice non protagonista per L'uomo privato
- Festival del Cinema di Venezia
  - 2024 - Starlight International Cinema Award come Miglior Attrice [15]